# Paul Goeminne
Paul Goeminne (* 1888; † unbekannt) war ein belgischer Eishockeyspieler.

## Karriere
Paul Goemmine gehörte zum Kader der belgischen Eishockeynationalmannschaft, die 1913 bei der Europameisterschaft vor der böhmischen Eishockeynationalmannschaft die Goldmedaille gewann. Später stand er im Aufgebot seines Landes bei den Olympischen Spielen 1920 in Antwerpen. Das einzige Spiel bei diesem Turnier wurde dabei mit 0:8 gegen Schweden verloren und Belgien belegte als Gastgeber den siebten und somit letzten Platz.

## Erfolge und Auszeichnungen
- 1913 Goldmedaille bei der Europameisterschaft